# Pullimosina mcalpinei
Pullimosina mcalpinei är en tvåvingeart som beskrevs av Marshall 1986. Pullimosina mcalpinei ingår i släktet Pullimosina och familjen hoppflugor. Inga underarter finns listade i Catalogue of Life.